# Liste der Monuments historiques in Lagorce (Gironde)
Die Liste der Monuments historiques in Lagorce (Gironde) führt die Monuments historiques in der französischen Gemeinde Lagorce auf.

## Liste der Bauwerke
| Bezeichnung      | Beschreibung              | Standort | Kennzeichnung | Schutzstatus | Datum | Bild |
| ---------------- | ------------------------- | -------- | ------------- | ------------ | ----- | ---- |
| Kirche St-Pierre | Erbaut im 12. Jahrhundert | (Lage)   | PA00083580    | Inscrit      | 1925  |      |

## Liste der Objekte
| Bezeichnung               | Beschreibung           | Standort                       | Kennzeichnung | Schutzstatus | Datum | Bild |
| ------------------------- | ---------------------- | ------------------------------ | ------------- | ------------ | ----- | ---- |
| Skulptur Madonna mit Kind | Stein, 14. Jahrhundert | in der Kirche St-Pierre (Lage) | PM33000556    | Classé       | 1975  |      |